# جون إيفرسون
جون إيفرسون (بالإنجليزية: John Everson)‏ (14 مارس 1966، إفرغرين بارك في الولايات المتحدة)؛ روائي أمريكي.